# Sympetrum nigrocreatum
Sympetrum nigrocreatum is een libellensoort uit de familie van de korenbouten (Libellulidae), onderorde echte libellen (Anisoptera).
De soort staat op de Rode Lijst van de IUCN als niet bedreigd, beoordelingsjaar 2007.
De wetenschappelijke naam Sympetrum nigrocreatum is voor het eerst geldig gepubliceerd in 1920 door Calvert.